# Пять тысяч франков «Земля и море»
Пять тысяч франков Земля и море (фр.  5 000 francs Terre et Mer) — французская банкнота, эскиз которой был утверждён 10 марта 1949 года, выпускавшаяся в обращение Банком Франции c 21 июля 1950 года до замены на банкноту Пять тысяч франков Генрих IV.

## История
Эта полноцветная полихромная банкнота относится к серии мифологических аллегорий: это последняя банкнота этого типа.
Эта банкнота печаталась с 1949 по 1957 год.
с 18 марта 1959 года началось изъятие банкноты из обращения до того, как 1 апреля 1968 года она была лишена статуса законного платёжного средства после того, как её тираж составил 455 000 000 экземпляров.

## Описание
Банкнота была спроектирована художником Себастьеном Лораном, гравёрами, Камилем Белтраном и Жюлем Пилем.
Доминирующий цвет оранжево-коричневый.
Аверс: в центре, слева изображение богини Помоны, держащей рог изобилия и представляющую землю, и справа, изображение богини Амфитриты, королевы морей, держащей раковину и трезубец и представляющую море.
Реверс: в центре, слева изображение бога Меркурия держащего скипетр и богини Минервы, держащей пергамент и циркуль в венце из листьев и фруктов. Внизу справа, работающий завод.
На двух водяных знаках изображена голова женщины.
Размеры банкноты составляют 170 × 110 мм.